# James Lovell

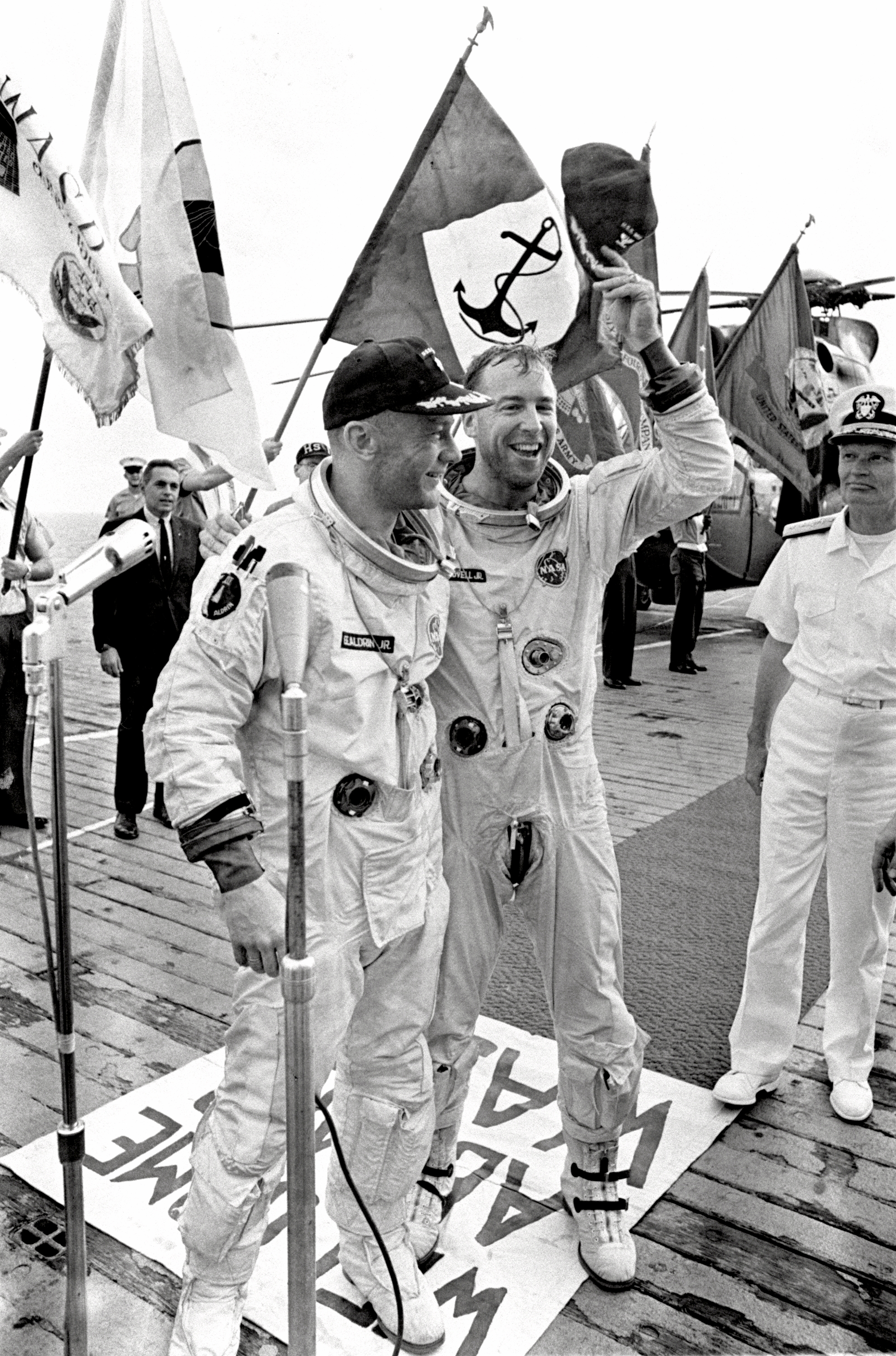
Aldrin i Lovell na pokładzie USS „Wasp” po zakończonej misji Gemini 12

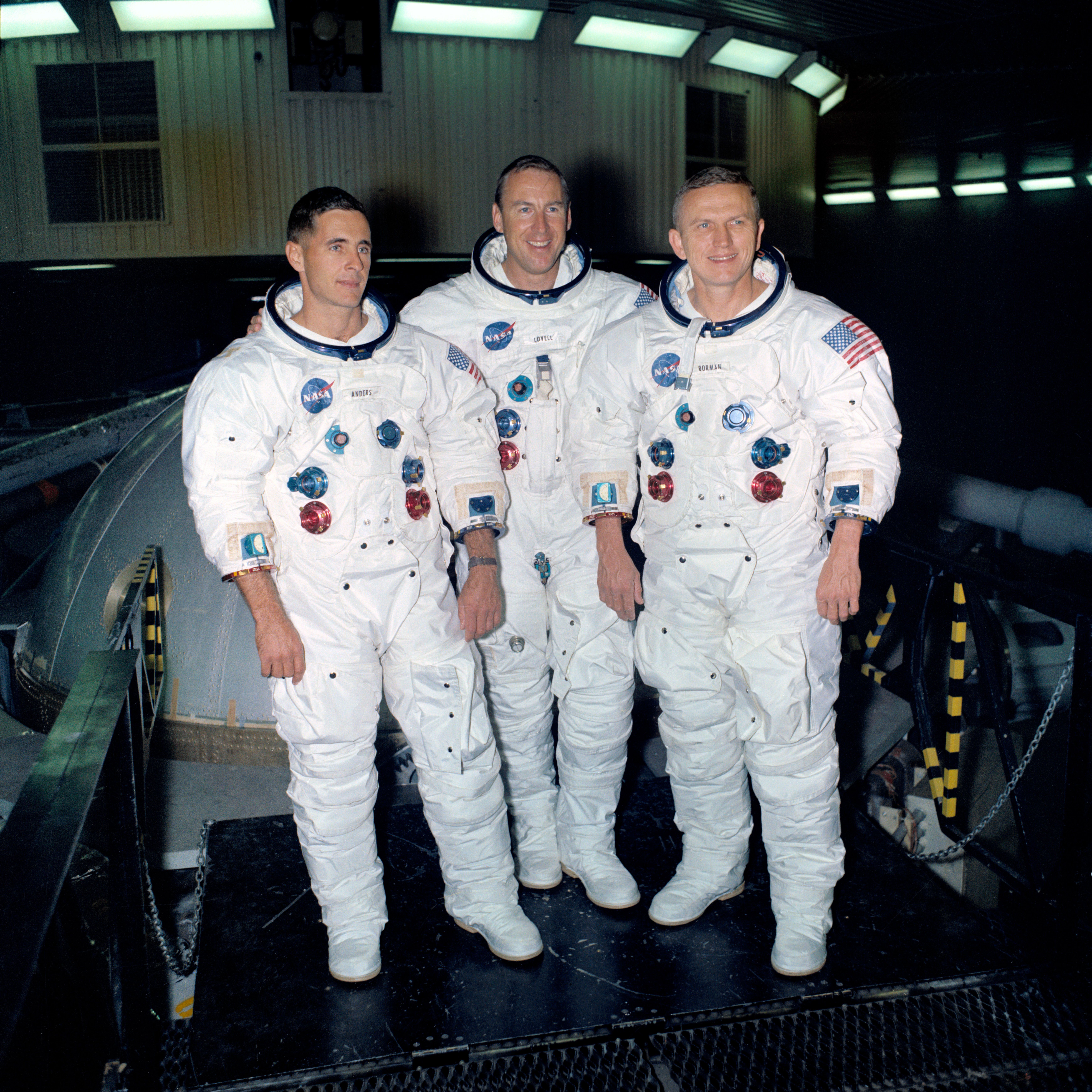
Załoga Apollo 8 – od lewej: William Anders, James Lovell i Frank Borman

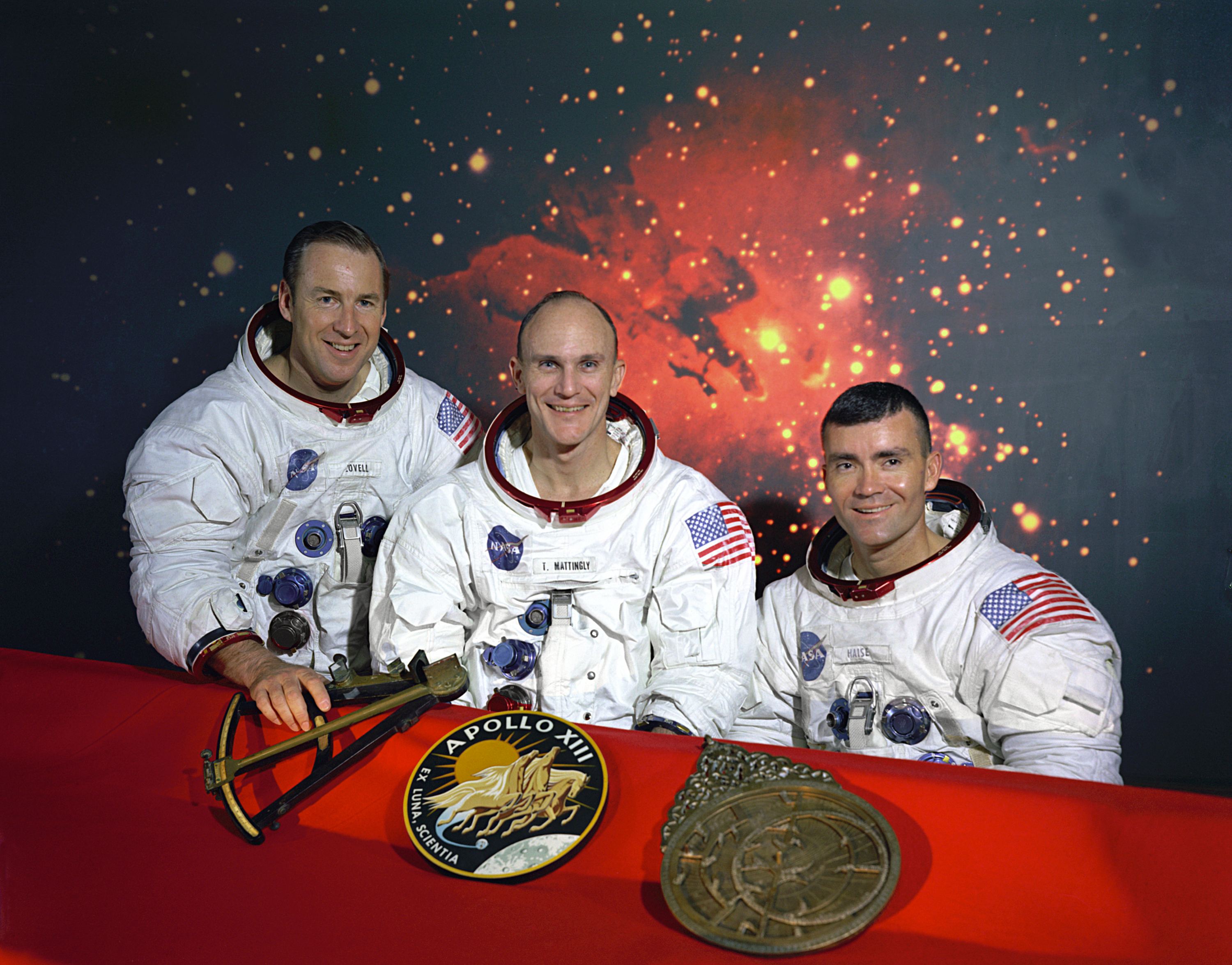
Pierwotny skład załogi Apollo 13 – od lewej: James Lovell, Thomas Mattingly i Fred Haise

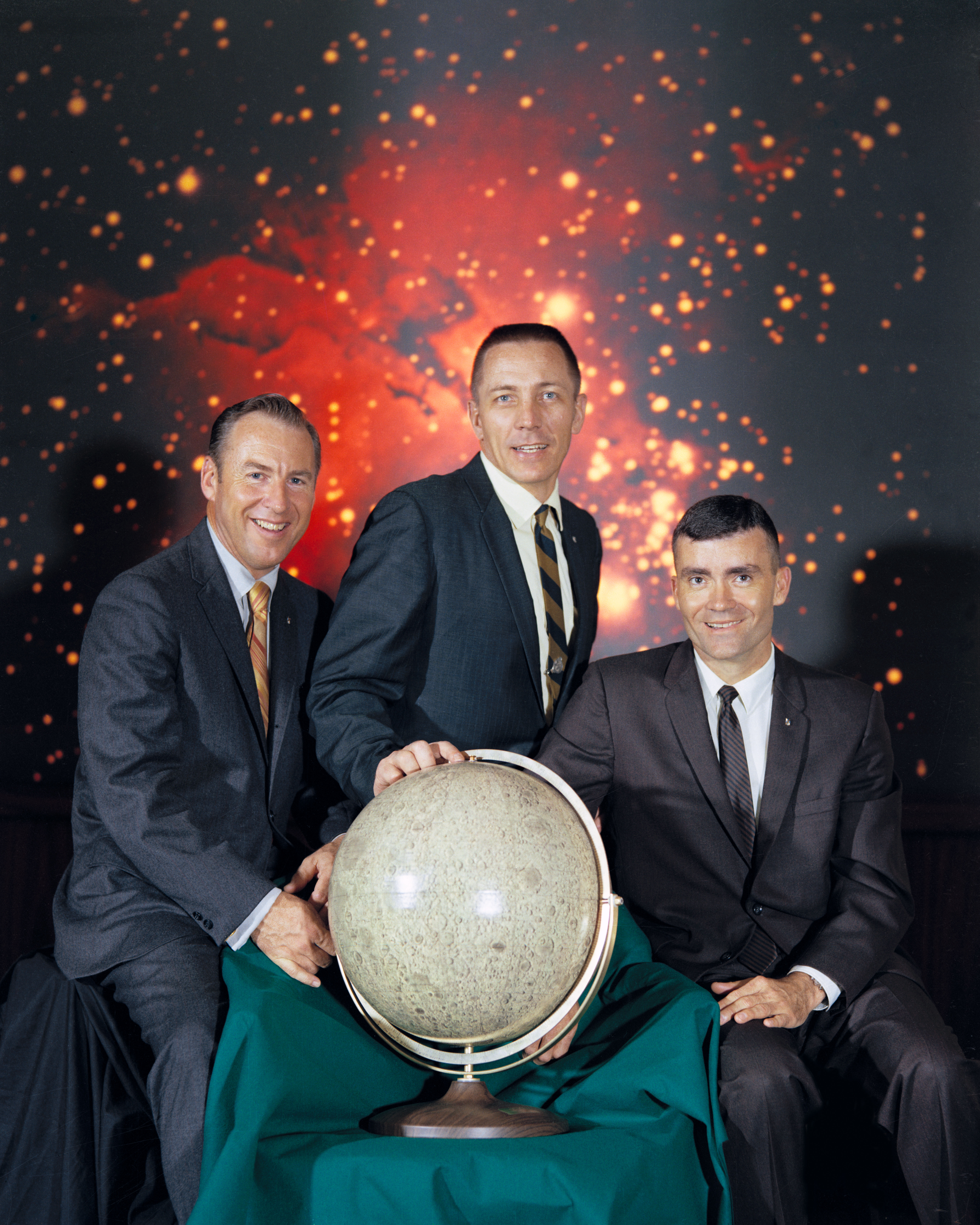
Załoga Apollo 13 – od lewej: James Lovell, Jack Swigert i Fred Haise

James Arthur Lovell Jr., Jim Lovell (ur. 25 marca 1928 w Cleveland, zm. 7 sierpnia 2025 w Lake Forest) – amerykański astronauta, pilot wojskowy, komandor United States Navy.

## Wykształcenie oraz służba wojskowa
W 1946 w Milwaukee w stanie Wisconsin ukończył szkołę średnią (Juneau High School). Przez dwa lata studiował na Uniwersytecie Wisconsin, a następnie przeniósł się do Amerykańskiej Akademii Marynarki Wojennej, którą ukończył w 1952, uzyskując licencjat z zakresu nauk ścisłych.
Lovell służył jako pilot w Marynarce Wojennej Stanów Zjednoczonych. Później trafił do szkoły Pilotów Doświadczalnych Marynarki Wojennej (Naval Air Test Center) w Patuxent River w stanie Maryland, gdzie w latach 1958–1962 był pilotem doświadczalnym odpowiadającym za program F4H Phantom.
W 1971 został absolwentem Harvard Business School, a później służył jako pilot-instruktor i inżynier bezpieczeństwa w 101. Eskadrze Myśliwskiej (Fighter Squadron 101) w bazie lotniczej Oceana w Wirginii.
W marcu 1973 odszedł z Marynarki Wojennej USA.

## Kariera astronauty
W 1959 próbował zostać członkiem pierwszej grupy amerykańskich astronautów NASA (NASA-1), zwanej „Mercury Seven”. Po selekcji ponad 500 pilotów, którzy odpowiedzieli na propozycję NASA Lovell został jednym z 32 finalistów. Ostatecznie jednak nie został wówczas wybrany. W 1962 miał więcej szczęścia – ponowił swoje zgłoszenie i 17 września znalazł się wśród dziewięciu pilotów, których wybrano do drugiej grupy astronautów amerykańskich (NASA-2).
Opuścił korpus astronautów 1 marca 1973.

### Program Gemini
W czerwcu 1965 w ramach misji Gemini 4 był dublerem pilota, którym był Edward White. White podczas lotu opuścił kabinę statku kosmicznego i jako pierwszy Amerykanin odbył pierwszy spacer w otwartej przestrzeni kosmicznej.
1 lipca 1965 Lovell został wyznaczony do składu podstawowej załogi statku Gemini 7. Dowódcą misji był Frank Borman, a Lovell – pilotem. Lot zaplanowano na 14 dni. Astronauci, którzy wystartowali 4 grudnia 1965, mieli za zadanie – poza prowadzeniem eksperymentów naukowych – ustanowić również rekord długotrwałości przebywania człowieka w kosmosie. Podczas misji – 15 grudnia 1965 – w stronę Gemini 7 wyruszył kolejny statek załogowy – Gemini 6A pilotowany przez Waltera Schirrę i Thomasa Stafforda. Oba pojazdy na ponad 5 godzin zbliżyły się do siebie, przy czym minimalna odległość pomiędzy nimi wyniosła 30 cm. Gemini 6A powrócił na Ziemię, a Borman i Lovell kontynuowali swoją wyprawę aż do 18 grudnia. Wodowali na Oceanie Atlantyckim po blisko 14 dobowym locie. Ich rekord przetrwał do 1970. Pobili go Andrijan Nikołajew i Witalij Siewastjanow na statku Sojuz 9.
W styczniu 1966 Lovell został dublerem dowódcy misji Gemini 10.
Po tragicznej katastrofie lotniczej w lutym 1966, w której zginęli Elliott See i Charles Bassett – podstawowa załoga statku Gemini 9, ekipy astronautów do kolejnych lotów w ramach tego programu zostały pozamieniane. Lovell wraz z Edwinem Aldrinem zostali załogą rezerwową do lotu Gemini 9A. W marcu i czerwcu 1966 astronauta utrzymywał w Centrum Kontroli Lotów w Houston łączność radiową (tzw. Capcom) z załogami Gemini 8 i Gemini 9A.
Wkrótce po wylądowaniu tego ostatniego statku Lovell otrzymał nominację do swojego drugiego lotu w kosmos. Został dowódcą misji Gemini 12 planowanej na listopad 1966. Pilotem misji został Edwin Aldrin. Start statku kosmicznego nastąpił 11 listopada 1966. Lovell w ten sposób znalazł się po raz drugi w kosmosie zanim upłynął rok od jego poprzedniej wyprawy. Zgodnie z planem lotu Gemini 12 połączył się z górnym stopniem rakiety nośnej Agena (obiekt GATV-12). Awaria pompy paliwowej GATV-12 nie pozwoliła jednak na przeprowadzenie planowanego podniesienia wysokości orbity obu obiektów. 13 listopada Aldrin przeprowadził blisko 2,5 godzinny spacer, podczas którego wykonał szereg prac na powierzchni GATV-12. Wykorzystał przy tym doświadczenia astronautów pracujących poza kabiną podczas poprzednich misji. Dzięki temu udało się Aldrinowi, w przeciwieństwie do swoich poprzedników, wykonać wszystkie zaplanowane prace i ukończyć kosmiczny spacer w dobrej kondycji. 15 listopada astronauci wodowali na Oceanie Atlantyckim. Była to ostatnia misja w ramach programu Gemini.

### Program Apollo
W 1967 został wyznaczony do załogi rezerwowej misji, która miała być trzecim, załogowym lotem programu Apollo. Podczas przygotowań do tej misji w okresie 5 – 7 kwietnia 1968 Lovell, Stuart Roosa i Charles Duke odbyli symulację awaryjnego wodowania i przez 2 dni dryfowali w kapsule Apollo na wodach Zatoki Meksykańskiej.
W lipcu 1968 u Michaela Collinsa wystąpiły problemy zdrowotne, które spowodowały, że w jego miejsce do załogi podstawowej przesunięty został Lovell. Z uwagi na to, że opóźniały się prace nad lądownikiem księżycowym, zmieniono kolejność pierwotnie planowanych lotów oraz ich załogi. Misję Lovella przesunięto na początek, oznaczono jako Apollo 8 oraz określono jej nowy cel – lot na orbitę wokółksiężycową. Decyzja o jej realizacji była uzależniona od wyników lotu Apollo 7, który w rezultacie zakończył się pełnym sukcesem.
Lot statku Apollo 8 odbył się w dniach 21 – 27 grudnia 1968. Podczas startu po raz pierwszy w lotach załogowych użyto rakiety nośnej Saturn V, po raz pierwszy też skierowano pojazd kosmiczny z ludźmi na pokładzie w kierunku Księżyca. Misją dowodził Frank Borman, a poza Lovellem znalazł się w niej również William Anders. Apollo 8 znalazł się na orbicie okołoksiężycowej 24 grudnia 1968. Pozostał tam przez ponad 20 godzin, wykonując w sumie 10 okrążeń. Astronauci przeprowadzili transmisję telewizyjną, podczas której odczytano fragmenty Biblii oraz fotografowali powierzchnię Srebrnego Globu. 27 grudnia 1968 po 6-dniowej misji wodowali pomyślnie na Oceanie Spokojnym.
Wkrótce potem Lovell otrzymał nominację na dowódcę rezerwowej załogi misji Apollo 11. Gdyby Neil Armstrong w czasie przygotowań uległ wypadkowi, Lovell byłby pierwszym człowiekiem, który postawiłby stopę na Księżycu. W czasie lotu Apollo 11, jako jeden z kilku CapCom (osoba odpowiedzialna za komunikację ze statkiem kosmicznym), Lovell utrzymywał w Centrum Kontroli Lotów w Houston łączność radiową z astronautami.
Później został wyznaczony dowódcą planowanej misji Apollo 14. Dowódcą lotu Apollo 13 miał być – przywrócony po chorobie do zespołu astronautów – Alan Shepard. Po rozpoczęciu przygotowań okazało się jednak, że potrzebuje on więcej czasu na przygotowanie się do lotu niż sądzono początkowo. Wobec tego 6 sierpnia 1969 podjęto decyzję, że załoga Lovella poleci w misji Apollo 13, a Sheparda w misji Apollo 14. Lovell miał zostać piątym człowiekiem, który będzie chodził po powierzchni Księżyca.
Apollo 13 wystartował 11 kwietnia 1970. W skład załogi wchodzili ponadto: pilot modułu dowodzenia „Odyssey” – Jack Swigert, który na trzy dni przed startem zastąpił Thomasa Mattingly’ego (podejrzewano, że podczas lotu może zachorować na różyczkę) oraz pilot modułu księżycowego „Aquarius” – Fred Haise. Lovell i Haise mieli wylądować w okolicy krateru Fra Mauro.
13 kwietnia 1970 w drodze do Księżyca (328 000 km od Ziemi) w module serwisowym Apolla 13 eksplodował zbiornik z tlenem. To wówczas w Houston usłyszano pamiętne „Ok. Houston, we've had a problem” („OK. Houston, mieliśmy problem”, zmienione później w filmie Apollo 13 na „OK. Houston, we have a problem”. W rzeczywistości zdanie to zostało najpierw wypowiedziane przez Swigerta, a potem powtórzone przez Lovella, kiedy Lovell raportował problem z systemem elektrycznym: „Houston, we've had a problem. We've had a main B bus undervolt” („Houston, mieliśmy problem. W szynie prądowej B jest za niski woltaż.”). O lądowaniu na Księżycu już nie mogło być mowy. Najważniejszym problemem stało się bezpieczne sprowadzenie załogi na Ziemię. Wykorzystując moduł księżycowy „Aquarius” i jego zapasy powietrza oraz akumulatory, astronauci oblecieli Księżyc i skierowali swój statek w kierunku Ziemi. 17 kwietnia pomyślnie wodowali na Oceanie Spokojnym. Była to prawdopodobnie najtrudniejsza misja w historii lotów załogowych zarówno dla załogi jak i dla Centrum Kontroli Lotów.
Do dziś załoga dzierży rekord największej odległości od Ziemi na jaką oddalili się w swoim statku astronauci: 400 171 km. Lovell natomiast ze swoim łącznym czasem przebywania w kosmosie wynoszącym ponad 715 godzin był rekordzistą w tej kategorii aż do 1973, kiedy jego wynik poprawiła załoga misji Skylab 2.
Lovell został jednym z trzech astronautów, którzy dwukrotnie polecieli w stronę Księżyca. Jednak w przeciwieństwie do Johna Younga i Eugene’a Cernana nigdy po nim nie chodził.
Od maja 1971 pracował jako zastępca dyrektora Centrum Kosmicznego im. Johnsona (JSC – Lyndon B. Johnson Space Center).
James Lovell opuścił korpus astronautów 1 marca 1973.
Został Człowiekiem Roku 1968 magazynu „Time”, wraz z Frankiem Bormanem i Williamem Andersem.

## Po opuszczeniu NASA
Po odejściu w 1973 z NASA i Marynarki Wojennej, pracował w Bay-Houston Towing Company w Houston. W marcu 1975 został prezesem i głównym dyrektorem wykonawczym tej firmy.
W latach 1977–1981 był prezesem firmy Fisk Telephone Systems w Houston, wykonującej sprzęt dla łączności biznesowej.
W latach 1981–1991 pracował w Centel Corporation w charakterze wiceprezesa.
Był prezesem założonej przez siebie firmy Lovell Communications, której jednym z zadań jest propagowanie informacji o programie kosmicznym Stanów Zjednoczonych.
W 1994 James Lovell oraz Jeffrey Kluger napisali książkę o misji Apollo 13 – Apollo 13: Lost Moon. Na jej podstawie reżyser Ron Howard nakręcił film Apollo 13. W roli głównej wystąpił Tom Hanks. Sam astronauta pojawił się w końcowej sekwencji filmu jako dowódca lotniskowca USS „Iwo Jima”.
W swojej karierze lotniczej, do momentu zaliczenia do grupy astronautów, Lovell wylatał ok. 5000 godzin, z czego 3500 na samolotach odrzutowych.
James Lovell był członkiem Międzynarodowego Towarzystwa Pilotów Doświadczalnych i należał do prestiżowego grona „Złotych Orłów”.
Zmarł 7 sierpnia 2025 roku w wieku 97 lat.

## Wyróżnienia

### Odznaczenia wojskowe
- Navy Distinguished Service Medal – dwukrotnie
- Distinguished Flying Cross – dwukrotnie
- Air Medal
- Navy Commendation Medal
- National Defense Service Medal – dwukrotnie
- Navy Expeditionary Medal
- Naval Astronaut Wings
- Naval Aviator Wings

### Inne odznaczenia i nagrody
- Prezydencki Medal Wolności
- Congressional Space Medal of Honor
- NASA Distinguished Service Medal
- NASA Exceptional Service Medal – dwukrotnie
- Eagle Scout
- Harmon International Trophy (1966, 1967 i 1969)
- Robert J. Collier Trophy (1968)
- Robert H. Goddard Memorial Trophy (1969)
- H.H. Arnold Trophy (1969)
- General Thomas D. White USAF Space Trophy (1969)
- FAI De Laval Medal & Gold Space Medals
- National Geographic Society's Hubbard Medal
- Nagroda Lowella Thomasa (1989)[3]
- Komandor Legii Honorowej (Francja)
- Universal Astronaut Insignia za lot orbitalny (nr 22) – Stowarzyszenie Uczestników Lotów Kosmicznych (Association of Space Explorers(inne języki))[4]

## Wykaz lotów
| Loty kosmiczne, w których uczestniczył James A. Lovell                  | Loty kosmiczne, w których uczestniczył James A. Lovell | Loty kosmiczne, w których uczestniczył James A. Lovell | Loty kosmiczne, w których uczestniczył James A. Lovell | Loty kosmiczne, w których uczestniczył James A. Lovell | Loty kosmiczne, w których uczestniczył James A. Lovell |
| Nr                                                                      | Data startu                                            | Data lądowania                                         | Statek kosmiczny                                       | Funkcja                                                | Czas trwania                                           |
| ----------------------------------------------------------------------- | ------------------------------------------------------ | ------------------------------------------------------ | ------------------------------------------------------ | ------------------------------------------------------ | ------------------------------------------------------ |
| 1                                                                       | 4 grudnia 1965                                         | 18 grudnia 1965                                        | Gemini 7                                               | Drugi pilot                                            | 13 dni 18 godzin 35 minut i 31 sekund.                 |
| 2                                                                       | 11 listopada 1966                                      | 15 listopada 1966                                      | Gemini 12                                              | Dowódca misji                                          | 3 dni 22 godziny 34 minuty i 31 sekund                 |
| 3                                                                       | 21 grudnia 1968                                        | 27 grudnia 1968                                        | Apollo 8                                               | Pilot modułu dowodzenia                                | 6 dni 3 godziny 42 sekundy                             |
| 4                                                                       | 11 kwietnia 1970                                       | 17 kwietnia 1970                                       | Apollo 13                                              | Dowódca misji                                          | 5 dni 22 godziny 54 minuty i 41 sekund                 |
| Łączny czas spędzony w kosmosie – 29 dni 18 godzin 24 minut i 45 sekund |                                                        |                                                        |                                                        |                                                        |                                                        |